# Broken Hearts
Broken Hearts es el décimo sexto episodio de la cuarta temporada y octagésimo quinto episodio a lo largo de la serie de televisión estadounidense de drama y ciencia ficción Arrow. El episodio fue escrito por Rebecca Bellotto y Nolan Dunbar y dirigido por John Showalter. Fue estrenado el 23 de marzo de 2016 en Estados Unidos por la cadena The CW.
Cupido regresa a la ciudad después de ganar su libertad de A.R.G.U.S. y comienza a asesinar a parejas de enamorados que están próximos a casarse. Tratando de evitar un nuevo asesinato, Oliver y Felicity organizan una boda falsa secreta y filtran la noticia a los medios para atraer la atención de Cutter y finalmente es aprehendida. Mientras tanto, el juicio contra Darhk comienza y Laurel debe admitir el testimonio de Quentin en orden de mantener al líder de H.I.V.E. encarcelado.

## Elenco
- Stephen Amell como Oliver Queen/Flecha Verde.
- Katie Cassidy como Laurel Lance.
- David Ramsey como John Diggle/Spartan.
- Willa Holland como Thea Queen/Speedy.
- Emily Bett Rickards como Felicity Smoak/Overwatch.
- John Barrowman como Malcolm Merlyn/Arquero Oscuro.
- Paul Blackthorne como el capitán Quentin Lance.

## Continuidad
- Carrie Cutter fue vista anteriormente en Suicidal Tendencies.
- Frank Pike fue visto anteriormente en Broken Arrow.
- Carrie Cutter regresa a la ciudad con un nuevo mantra contra el amor, por lo que comienza a asesinar parejas de enamorados.
- El proceso contra Damien Darhk inicia.
- Oliver le pide a Felicity elaborar una boda falsa para poder atrapar a Cupido.
- Quentin decide testificar contra a Darhk, sacando a la luz los trabajos que hizo para él.
- Quentin es suspendido por Pike, quien le dice que se abrirá una investigación en su contra.
- Carrie Cutter es aprehendida.

## Desarrollo

### Producción
La producción de este episodio comenzó el 12 de enero y terminó el 20 de enero de 2016.

### Filmación
El episodio fue filmado del 21 de enero al 1 de febrero de 2016.